# Vogtia glabra
Vogtia glabra is een hydroïdpoliep uit de familie Hippopodiidae. De poliep komt uit het geslacht Vogtia. Vogtia glabra werd in 1918 voor het eerst wetenschappelijk beschreven door Bigelow. 